# Lincoln (árvore)

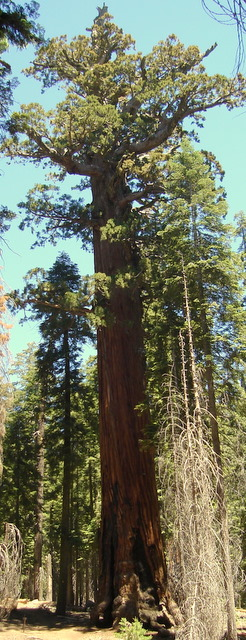

Lincoln ou Abraham Lincoln é a quarta maior sequoia-gigante da Terra, localizada na Giant Forest dentro do Parque Nacional da Sequoia no condado de Tulare, Califórnia. A árvore apresenta uma base irregular com cicatrizes proeminentes de queimaduras nas suas faces norte, sul e oeste. Um pequeno cecídio branco pode ser visto na sua face nordeste. A árvore foi nomeada após Abraham Lincoln.
Em setembro de 2003, a árvore de Lincoln subiu uma posição na listagem de tamanhos de sequoias-gigantes, quando a árvore de Washington perdeu a sua coroa e a metade superior do seu tronco após um incêndio causado por um raio.

## Dimensões
|                                    | Metros   | Pés        |
| Altura acima da base               | 80 m     | 256,1 ft   |
| Circunferência ao nível do solo    | 30,1 m   | 98,5 ft    |
| Diâmetro à altura do peito (1,5 m) | 7,5 m    | 24,6 ft    |
| Volume estimado do tronco          | 1 259 m³ | 44 471 ft³ |